# Томіславиці (Великопольське воєводство)
Томіславиці (пол. Tomisławice) — село в Польщі, у гміні Вежбінек Конінського повіту Великопольського воєводства.
Населення — 205 осіб (2011).
У 1975—1998 роках село належало до Конінського воєводства.

## Демографія
Демографічна структура станом на 31 березня 2011 року:
|          | Загалом | Допрацездатний вік | Працездатний вік | Постпрацездатний вік |
| -------- | ------- | ------------------ | ---------------- | -------------------- |
| Чоловіки | 98      | 25                 | 64               | 9                    |
| Жінки    | 107     | 25                 | 56               | 26                   |
| Разом    | 205     | 50                 | 120              | 35                   |